# Мока (город)
Мока (исп. Moca) — город и муниципалитет в Доминиканской Республике, столица провинции Эспайльят. Он граничит с муниципалитетами: Сан-Виктор и Хамао-аль-Норте на севере и северо-западе, Гаспар-Эрнандес на востоке, Кайетано-Хермосена на юго-востоке, а также с провинциями Сантьяго на западе, Ла-Вега на юге и Эрманас-Мирабаль на востоке. Мока расположена в 145 км от столицы страны Санто-Доминго и в 18 км от второго крупнейшего города страны Сантьяго-де-лос-Трейнта-Кабальерос.
Город — известный центр сельскохозяйственного производства. Банан и юкка служат главными сельхозкультурами окрестностей Моки.
Мока также получила прозвище «Виллы героев» (исп. La Villa Heroica), которое связано с ролью местных выходцев и жителей со свержением в различные времена доминиканских диктаторов: Улиссеса Эро в 1899 году и Рафаэля Трухильо в 1961 году. Последний обладал собственным домом в Моке, поблизости от её главной достопримечательности: церкви Корасон Саградо Хесус (Святейшего Сердца Иисуса).

## Известные уроженцы
- Антонио де ла Маса (1912—1961), политический деятель и бизнесмен, один из организаторов и исполнителей убийства доминиканского диктатора Рафаэля Трухильо в 1961 году
- Орасио Васкес  (1860—1936), военный и политический деятель, президент Доминиканской Республики (1902—1903, 1924—1930)
- Рамон Касерес (1866—1911), политический деятель, президент Доминиканской Республики (1905—1911)